# 1546 w literaturze
Wydarzenia literackie w 1546 roku.

## Nowe utwory
- obcojęzyczne
  - François Rabelais – Gargantua i Pantagruel (księga trzecia)[1]

## Urodzili się
- Veronica Franco, poetka włoska (zm. 1591)
- Daniel Adam z Veleslavína, czeski humanista (zm. 1599)

## Zmarli
- Anna Askew, poetka angielska
- Jan z Koszyczek, polski pisarz